# 13224 Takamatsuda
13224 Takamatsuda este un asteroid din centura principală de asteroizi.

## Descriere
13224 Takamatsuda este un asteroid din centura principală de asteroizi. A fost descoperit pe 10 august 1997 la Nanyo de Tomimaru Okuni. Asteroidul prezintă o orbită caracterizată de o semiaxă mare de 3,16 ua, o excentricitate de 0,01 și o înclinație de 6,6° în raport cu ecliptica.